# Régiment de Beauvilliers cavalerie
Pour les articles homonymes, voir régiment de Plessis-Bellière, régiment de La Feuillade et régiment de Saint-Aignan.
Le régiment de Beauvilliers cavalerie est un régiment de cavalerie du royaume de France au service du roi de France depuis 1652.

## Création et différentes dénominations
- 5 août 1652 : création du régiment de Plessis-Bellière cavalerie
- 10 septembre 1654 : renommé régiment de Montplaisir cavalerie
- 16 novembre 1657 : renommé régiment de La Rablière cavalerie
- 18 avril 1661 : licencié
- 7 décembre 1665 : rétablissement du régiment de La Rablière cavalerie
- 24 mai 1668 : liciencié
- 9 août 1671 : rétablissement du régiment de La Rablière cavalerie
- 13 juillet 1680[note 1] : renommé régiment de Servon cavalerie
- 1693 : renommé régiment de La Tournelle cavalerie
- 5 mai 1701 : renommé régiment de La Feuillade cavalerie
- 4 mars 1702 : renommé régiment d’Aubusson cavalerie
- 10 novembre 1713 : renforcé par incorporation du régiment de Montberon, créé en 1688, qui avait combattu dans la guerre de la Ligue d'Augsbourg et celle de Succession d'Espagne[1].
- 1719 : renommé régiment de Cayeux cavalerie
- 20 février 1734 : renommé régiment de Saint-Aignan cavalerie
- 1742 : renommé régiment de Beauvilliers cavalerie
- 1er décembre 1761 : réformé par incorporation au régiment du Commissaire Général cavalerie

## Équipement

### Étendards
6 étendards de « ſoye aurore, Soleil au milieu brodé, & frangez d’or ».

Étendards
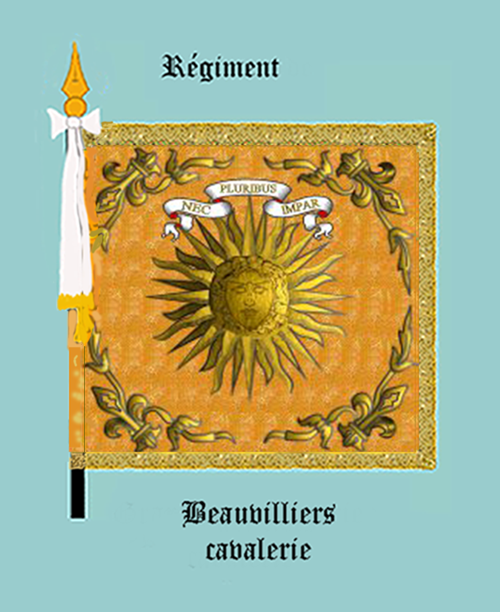
régiment de Beauvilliers cavalerie, avers

### Habillement

Uniformes
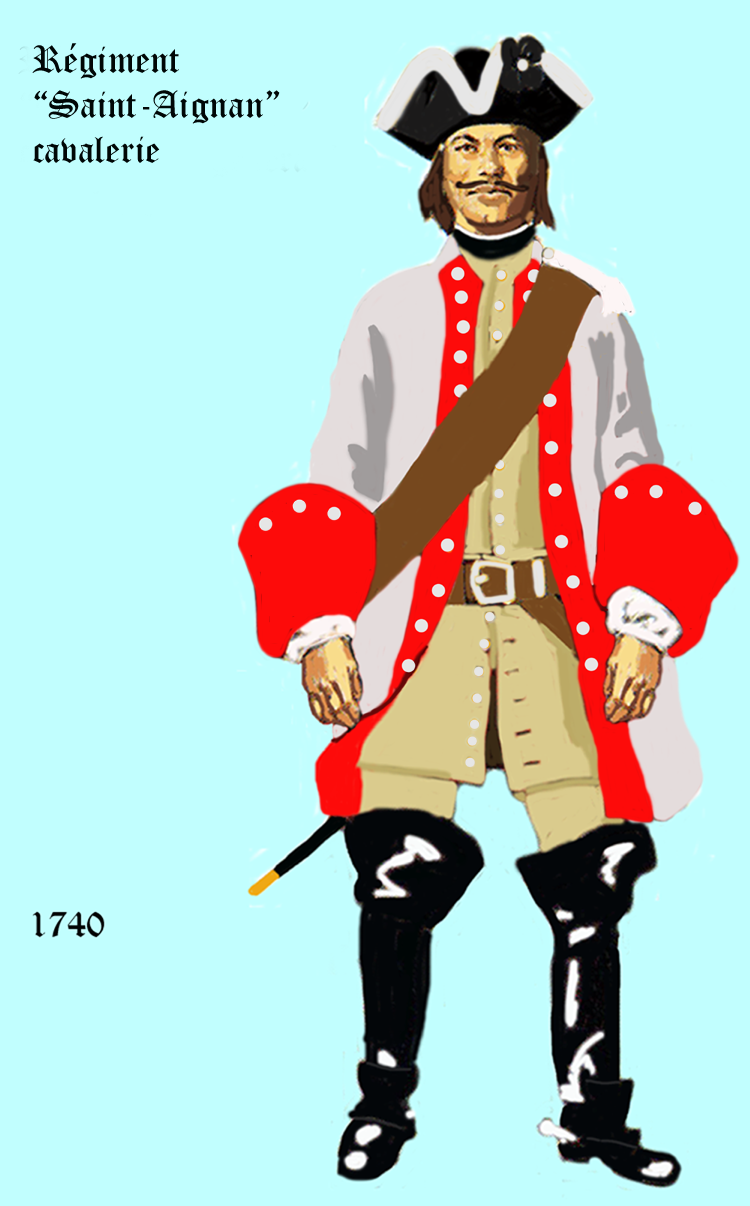
de 1740 à 1757
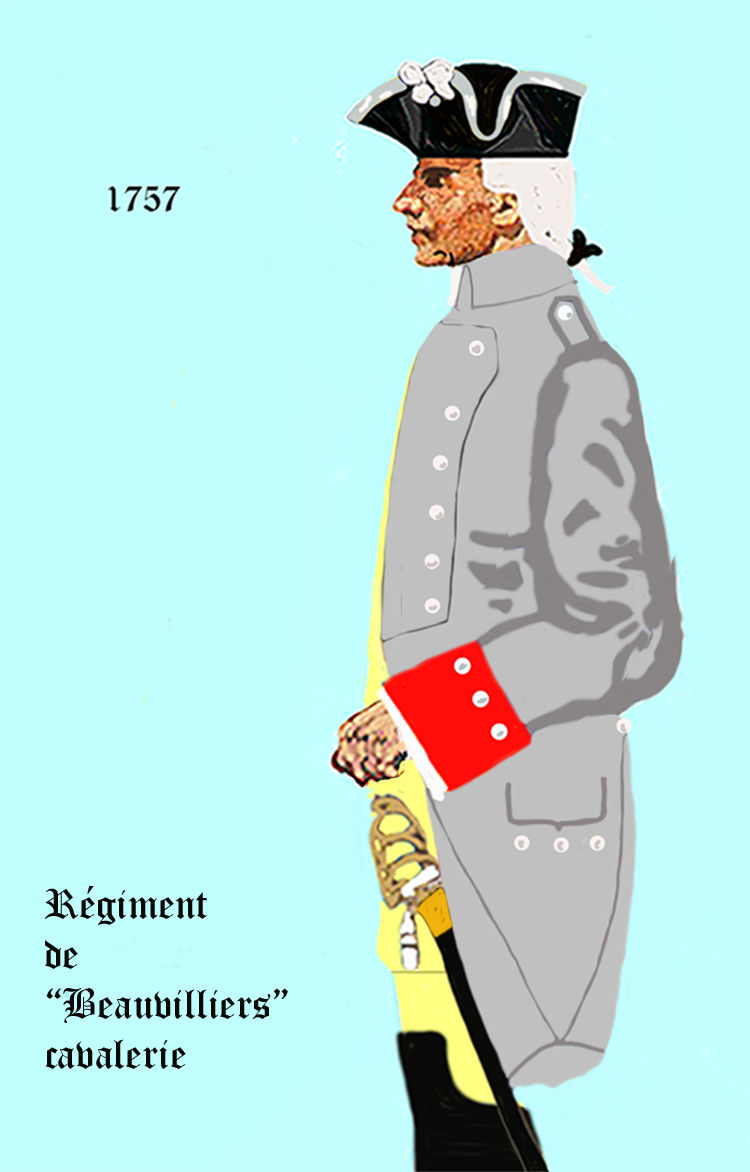
régiment de Beauvilliers cavalerie de 1757 à 1761

## Historique

### Mestres de camp
- 5 août 1652 : Jacques de Rougé, marquis de Plessis-Bellière, maréchal de camp le 12 novembre 1646, lieutenant général des armées du roi le 20 septembre 1650, † 24 novembre 1654
- 10 décembre 1654 : René de Bruc de Montplaisir, beau-frère du précédent, maréchal de camp le 11 septembre 1651, † 12 juin 1684
- 16 novembre 1657 : François de Bruc de La Rablière, frère du précédent, brigadier le 13 février 1674, maréchal de camp le 25 février 1677, lieutenant général des armées du roi le 10 mars 1690, † octobre 1704
- 13 juillet 1680 : Henry de Lionne, comte de Servon, brigadier le 24 août 1688, maréchal de camp le 30 mars 1693, † 23 avril 1697
- 1693 : La Tournelle, † 1701
- 5 mai 1701 : Louis d’Aubusson, vicomte d’Aubusson puis duc de La Feuillade, brigadier le 29 janvier 1702, maréchal de camp le 18 février 1702, lieutenant général des armées du roi le 25 janvier 1704, maréchal de France le 2 février 1724, † 29 janvier 1725
- 4 mars 1702 : André Joseph d’Aubusson de Saint-Paul, marquis d’Aubusson, brigadier le 29 janvier 1709, maréchal de camp le 1er février 1719, lieutenant général des armées du roi le 20 février 1734, † 30 juillet 1741
- 6 mars 1719 : Jean Joachim Rouault, comte de Cayeux puis marquis de Gamaches, brigadier le 1er février 1719, maréchal de camp le 20 février 1734, † 4 janvier 1751
- 20 février 1734 : Paul François de Beauvilliers, duc de Saint-Aignan, † 7 janvier 1742
- 1742 : Paul Louis de Beauvilliers, duc de Beauvilliers, † 1757
- 1757 : chevalier de Saint-Aignan puis comte puis marquis de Beauvilliers, frère du précédent

### Quartiers
- Rocroy, Mézières et Charleville[2] et Vervins (Aisne)

### Personnalités ayant servi au régiment
- Pierre de Touchebœuf, capitaine d'infanterie au régiment d'Aubusson cavalerie.
- Alexandre-Louis-François, marquis de Croix d'Heuchin (1725-1789), y sert comme capitaine avant 1750.